# 紀元前273年
紀元前273年（きげんぜん273ねん）は、ローマ暦の年である。
当時は、「ガイウス・ファビウス・ドルソ・リキヌスとガイウス・クラウディウス・カニナが共和政ローマ執政官に就任した年」として知られていた（もしくは、それほど使われてはいないが、ローマ建国紀元481年）。紀年法として西暦（キリスト紀元）がヨーロッパで広く普及した中世時代初期以降、この年は紀元前273年と表記されるのが一般的となった。

## 他の紀年法
- 干支 : 戊子
- 日本
  - 皇紀388年
  - 孝霊天皇18年
- 中国
  - 周 - 赧王42年
  - 秦 - 昭襄王34年
  - 楚 - 頃襄王26年
  - 斉 - 襄王11年
  - 燕 - 恵王6年
  - 趙 - 恵文王26年
  - 魏 - 安釐王4年
  - 韓 - 釐王23年
- 朝鮮 :
- ベトナム :
- 仏滅紀元 : 274年
- ユダヤ暦 :

## できごと

### エジプト
- 共和政ローマがピュロスを破ったのに触発され、プトレマイオス2世は、友好的な使節を送った。この訪問は、相互にやりとりされるものであった。

### 中国
- 趙と魏が韓の華陽を攻撃した。韓は秦に救援を求めたが、昭襄王は動こうとしなかった。韓は陳筮を派遣して穣侯魏冄を説得させると、秦は白起と公孫胡昜を派遣して韓を救援し、魏軍を華陽の下で破り、魏の3将を捕らえた。白起はさらに趙将の賈偃と戦い、その兵2万人を黄河に沈めた（華陽の戦い）。魏は蘇代の反対にもかかわらず、段干子を派遣して南陽を秦に割譲することで講和した。
- 秦の昭襄王は白起および韓と魏の軍に楚を攻撃させようと計画した。たまたま楚の黄歇が使者として秦に来ており、この計画を知ると、昭襄王に上書して説得した。昭襄王は攻撃を取りやめて楚と和親した。

## 死去
- 釐王 - 韓の王